# Église Saint-Nicolas de Žabalj
Pour les articles homonymes, voir Église Saint-Nicolas.
L'église Saint-Nicolas de Žabalj (en serbe cyrillique : Српска православна црква Св. Николе у Жабљу ; en serbe latin : Srpska pravoslavna crkva Sv. Nikole u Žablju) est une église orthodoxe serbe située à Žabalj, dans la province de Voïvodine et dans le district de Bačka méridionale, en Serbie. Elle est inscrite sur la liste des monuments culturels protégés de la république de Serbie (identifiant no SK 1903).

## Présentation
La construction de l'église Saint-Nicolas a commencé en 1784 mais l'édifice a reçu son apparence monumentale actuelle entre 1832 et 1835. Lors de la révolution hongroise de 1848, Žabalj a été brûlé et l'édifice gravement endommagé. Sa restauration a été entreprise en 1851.
L'église a été construite dans un style qui mêle l'architecture néo-baroque et l'architecture néo-classique. Dotée d'une abside demi-circulaire, elle est mesure 36 m de long, 12 m de large et possède une tour haute de 53 m.
À l'intérieur, l'iconostase a été sculptée dans un style Biedermeier par l'architecte Svetozar Ivačković en 1884 ; les icônes de l'iconostase ont été peintes par le peintre de Zrenjanin Јоzеf Geugner en 1885. Les fresques de l'édifice ont été réalisées en 1980 par Dimitrije Riđički, un peintre de Novi Sad. L'église possède également une représentation de la Mère de Dieu aux trois mains peinte par les religieuses du  monastère de Bođani.